# 3892-es busz
A 3892-es jelzésű autóbuszvonal egy Tokaj és Bodrogkeresztúr között közlekedő helyközi járat, amelyet a Volánbusz Zrt. üzemeltet munkanapokon.

## Útvonala
Tokaj benzinkúttól indul. A 38-as főúton halad a belváros felé, előtte a legtöbb esetben az állomásra is kitér, sokszor végállomás is. Minden megállót érint, az innen 4 kilométerre található idősek otthona forduló megállóba nem egy helyijáratként funkcionáló forda végállomásozik. A többi a 3838-as mellékúton, északnyugati irányban hagyja el Tokajt, és a szomszédos Bodrogkeresztúrt és a Bodrogkisfalud területén fekvő Bodrogkeresztúr vasútállomást szolgálja ki, a vonalnak itt van vége.
Ellentétes irányban útvonala változatlan.

## Közlekedése
Indításszáma átlagos, de ennek a fele csak helyben közlekedik. Rövid viszonylatokkal rendelkezik, Tokajnak és Bodrogkeresztúrnak is az állomásán vasúti kapcsolat van biztosítva Miskolc, Nyíregyháza, Szerencs, Sátoraljaújhely felé/felől. Rengeteg másik vonal kiszolgálja a belvárosi megállókat ezen kívül (lásd: vonalcsalád).
| Útvonal                                        | Indításszám     | Közlekedési rend                  |
| ---------------------------------------------- | --------------- | --------------------------------- |
| Tokaj, benzinkút – Tokaj, idősek otthona ford. | 2 pár           | tanítási napokon                  |
| Tokaj, benzinkút – Tokaj, idősek otthona ford. | 2 oda, 1 vissza | tanszünetben munkanapokon         |
| Tokaj, benzinkút ⭠ Tokaj, Serház utca 38.      | 1 vissza        | tanszünetben munkanapokon         |
| Tokaj, vá. – Tokaj, Mosolygó u. 1.             | 1 pár           | munkanapokon                      |
| Tokaj, vá. – Tokaj, idősek otthona ford.       | 7 oda, 8 vissza | hétfő–csütörtöki tanítási napokon |
| Tokaj, vá. – Tokaj, idősek otthona ford.       | 8 oda, 9 vissza | pénteki tanítási napokon          |
| Tokaj, vá. – Tokaj, idősek otthona ford.       | 8 pár           | tanszünetben munkanapokon         |
| Tokaj, vá. – Bodrogkeresztúr, vá.              | 2 pár           | tanítási napokon                  |
| Tokaj, Mosolygó u. 1. ➝ Bodrogkeresztúr, vá.   | 1 oda           | tanítási napokon                  |

## Megállóhelyei
| 0 | Tokaj, benzinkút végállomás                                                 | 0.0 km  | –                                                                             |
| 1 | Tokaj, mezőgazdasági szakmunkás iskola                                      | 0.5 km  | 3807, 3808, 3895                                                              |
| 2 | Tokaj, tiszaladányi elágazás                                                | 1.0 km  | 3807, 3808, 3853, 3895                                                        |
| Tanítási napokon 3; tanszünetben munkanapokon 1 indítás nem érinti.                                                                                |                                                                             |         |                                                                               |
| 3 | Tokaj, vasútállomás vonalközi végállomás                                    | 2.2 km  | 3853, 3874, 3885, 4243, 4245 Tokaj InterCity, személyvonat – Tokaj [100c]     |
| 4 | Tokaj, gimnázium                                                            | 3.0 km  | 3807, 3808, 3853, 3874, 3885, 3895, 3896, 4243, 4245                          |
| 5 | Tokaj, Mosolygó utca 1. (↓) Tokaj, Serház utca 38. (↑) vonalközi végállomás | 3.9 km  | 1449 3807, 3808, 3853, 3874, 3881, 3885, 3895, 3896, 4243                     |
| 6 | Tokaj, Fesztiválkatlan                                                      | 4.9 km  | 3853, 3885, 3895, 3896                                                        |
| 7 | Tokaj, Vasipari KTSZ                                                        | 5.2 km  | 3853, 3885, 3895, 3896                                                        |
| 8 | Tokaj, kereskedelmi szakmunkás középiskola                                  | 5.7 km  | 1449 3807, 3808, 3853, 3874, 3881, 3885, 3895, 3896, 4243                     |
| 9 | Tokaj, egészségügyi központ                                                 | 6.3 km  | 1449 3807, 3808, 3853, 3874, 3881, 3885, 3895, 3896, 4243                     |
| Tanítási napokon 10/11; tanszünetben munkanapokon 9 indítás van innen. -- Tanítási napokon 9/10, tanszünetben munkanapokon 10 indítás érkezik ide. |                                                                             |         |                                                                               |
| ∫ | Tokaj, idősek otthona forduló vonalközi végállomás                          | ∫       | 3807, 3808, 3853, 3895, 3896, 4243                                            |
| 10 | Tokaj, téglagyár                                                            | 8.9 km  | 3874, 3885                                                                    |
| 11 | Bodrogkeresztúr, tarcali elágazás                                           | 9.8 km  | 1449 3874, 3881, 3885, 3895                                                   |
| 12 | Bodrogkeresztúr, községháza                                                 | 10.4 km | 1449 3874, 3881, 3885, 3895                                                   |
| 13 | Bodrogkeresztúr, Kossuth utca 20.                                           | 11.8 km | 1449 3874, 3881, 3885, 3895                                                   |
| 14 | Bodrogkeresztúr, vasútállomás végállomás                                    | 12.7 km | 1449 3874, 3881, 3885 Zemplén InterCity, személyvonat – Bodrogkeresztúr [80.] |